# Josef Maliva
Josef Maliva (7. ledna 1931 Olomouc) je český historik umění, umělecký kritik, kurátor a pedagog.

## Život
Josef Maliva (doc. PhDr.) vystudoval na Univerzitě Palackého v Olomouci dějiny umění a estetiku. V prvních letech se orientoval na muzejní a galerijní oblast na Valašsku a jižní Moravě. Spolupůsobil u počátků gottwaldovské krajské galerie, vedl Muzeum ve Valašském Meziříčí a v roce 1960 se stal ředitelem Domu umění v Hodoníně. V roce 1967 nastoupil na místo odborného asistenta na katedře výtvarné výchovy pedagogické fakulty, v letech 1988–89 dokončil na UJEP v Brně aspiranturu, která byla v roce 1973 z politických důvodů pozastavena a jako docent (1991) odešel v roce 1996 do důchodu. Má však za sebou i výkon funkce proděkana (1990–93) a zejména řadu učebnic či výukových textů. V letech 1999–2000 působil jako externí vědecký pracovník na katedře dějin umění na fakultě filozofické a dříve přispíval k formování nového Kabinetu teorií a dějin umění na brněnském VUT.
Průběžně se věnuje badatelské, kurátorské a publikační činnosti (víc než 250 titulů – katalogy výstav, texty projevů na vernisážích, studie v odborném tisku či monografie). Jeho hlavní kunsthistorické okruhy jsou renesanční sochařství na Moravě, tvorba několika zdejších umělců německého etnika a zejména pak moravské malířství 20. století, v řadě případů posílené osobními vztahy k regionům i k aktivním umělcům při bezprostředních kontaktech s jejich tvůrčím vývojem. Jedná se o jména jako Adolf Hölzel, Bohumír Jaroněk, Cyril Mandel, Jindřich Lenhart, Václav Hablik, Erich Hürden, Augustin Mervart anebo o malíře narozené už ve 20. století jako Kurt Hallegger, Rudolf Michalik, Kurt Gröger nebo Václav Chad a další už s osobními vazbami jako Vladislav Vaculka, Vladimír Vašíček, Bohumír Matal, Cyril Urban či Ladislav Jalůvka. To však nejsou jména jediná, ale pro Josefa Malivu nejčastější.

## Dílo

### Knihy o umění
- Přehled československých dějin umění, Univerzita Palackého v Olomouci, 1987
- Vladimír Vašíček, Výtvarné centrum Chagall, 1993
- Od gotiky k renesanci (Výtvarná kultura Moravy a Slezska 1400–1550, III. Olomoucko), Muzeum umění Olomouc, 1999
- Krajina v tvorbě umělců Olomouckého kraje: Malba, kresba, grafika / 1900–2008, Agentura Galia, 2008
- Vladimír Vašíček – Paleta žhavená sluncem jihu Moravy, Galerie výtvarného umění v Hodoníně, 2009
- Figurální tvorba umělců Olomouckého kraje: Malba, kresba, grafika / 1900–2010, Agentura Galia, 2010
- 50 let hodonínské galerie, Galerie výtvarného umění v Hodoníně, 2010
- Kurt Gröger (1905–1952), Univerzita Palackého v Olomouci, 2015
- Výtvarné umění Olomouckého kraje. Kresba a grafika 1900–2015, Agentura Galia, 2016
- Hlas barev a tvarů malíře Ladislava Jalůvky, Agentura Galia, 2017
- Cyril Mandel (1873–1907) – Tichá řeč jemných valérů malířovi palety, Galerie výtvarného umění v Hodoníně, 2020